# جیمز مونتگومری بگز
جیمز مونتگومری بگز (انگلیسی: James M. Beggs؛ زادهٔ ۹ ژانویهٔ ۱۹۲۶ – درگذشته ۲۳ آوریل ۲۰۲۰) یک افسر (ارتش) اهل ایالات متحده آمریکا بود. وی بین سال های ۱۹۸۱ تا ۱۹۸۵ میلادی مدیر کل سازمان فضایی ناسا بود.